# Гамбурцев, Александр Александрович
Александр Александрович Гамбурцев (9 (21) августа 1866 — до 1934) — генерал-майор Российской императорской армии. Участник Первой мировой войны. Кавалер ордена Святого Георгия 4-й степени и Георгиевского оружия. В 1918 году вступил в Красную армию.

## Биография
Александр Александрович Гамбурцев родился 9 августа 1866 года в семье подполковника Александра Фёдоровича Гамбурцева (1826—1888), окончившего военную службу в чине генерал-майора, и Людмилы Васильевны (урождённой Марковой). По вероисповеданию был православным. 
Окончил 4-й Московский кадетский корпус, после чего 31 августа 1884 года зачислен юнкером в 3-е военное Александровское училище, из которого 11 августа 1886 года выпущен в Кексгольмский гренадерский полк с производством в подпоручики (со старшинством с 11 августа 1885 года). Произведён в поручики со старшинством с 7 августа 1889 года. Окончил два класса Николаевской академии Генерального штаба по 1-му разряду, после чего вернулся в свой полк. 6 декабря 1894 года в связи в дарованием Кексгольмскому полку прав Старой гвардии переименован в поручики гвардии с сохранением прежнего старшинства.
С 21 сентября 1896 года по 9 марта 1898 года состоял в прикомандировании к 3-му (бывшему 4-му) Московскому кадетскому корпусу в должности офицера-воспитателя. 9 марта 1898 года прикомандирован к Московскому военному училищу на должность младшего офицера. 9 апреля 1900 года произведён в штабс-капитаны, а 9 мая того же года прикомандирован к Павловскому военному училищу на ту же должность. 1 апреля 1901 года произведён в капитаны. 7 декабря 1905 года назначен командиром роты юнкеров Павловского военного училища. 6 декабря 1908 года произведён в полковники с переводом из лейб-гвардии Кексгольмского полка в 1-й лейб-гренадерский Екатеринославский полк, где назначен командиром батальона, а 28 октября 1910 года переведён в 7-й гренадерский Самогитский полк.
15 апреля 1913 года полковник Гамбурцев назначен командиром 13-го стрелкового полка, во главе которого вступил в Первую мировую войну. За проявленное мужество в августовских боях 1914 года приказом командующего 8-й армии, утверждённым Высочайшим приказом 24 февраля 1915 года, награждён Георгиевским оружием. В боях на Карпатских перевалах в ноябре 1914 года отличился при взятии укреплённой неприятельской позиции, за что приказом командующего 8-й армии, утверждённым Высочайшим приказом 24 апреля 1915 года, награждён орденом Святого Георгия 4-й степени. В бою у деревни Творильни 14 февраля 1915 года получил тяжёлое ранение. 1 мая 1915 года «за отличия в делах против неприятеля» произведён в генерал-майоры, со старшинством с 17 октября 1914 года.
24 мая 1915 года отчислен от должности командира 13-го стрелкового полка с назначением в резерв чинов при штабе Киевского военного округа и с зачислением по армейской пехоте. 23 сентября 1915 года назначен командиром бригады 37-й пехотной дивизии, но уже 18 декабря того же года отчислен от должности с назначением в резерв чинов при штабе Одесского военного округа. 5 апреля 1916 года назначен на должность генерала для поручений при командующем войсками Московского военного округа. 22 июня 1916 года назначен начальником 41-й пехотной запасной бригады. 22 апреля 1917 года назначен командующим 64-й пехотной дивизией.
После Октябрьской революции продолжал оставаться в России. Вступил в Красную армию. По состоянию на октябрь 1918 года состоял в Главной уставной комиссии Всероссийского главного штаба, в дальнейшем служил в Главном управлении учебных заведений РККА. Скончался до 1934 года.

## Семья
Александр Александрович был женат на Ольге Семёновне, окончившей институт благородных девиц в Санкт-Петербурге, и имел двух сыновей — Григория (1903—1955) и Владимира (1906—?). Григорий Александрович Гамбурцев в дальнейшем стал известным советским учёным — геофизиком, академиком АН СССР (1953), директором Геофизического института АН СССР.

## Награды
Александр Александрович Гамбурцев был удостоен следующих наград:
- орден Святого Георгия 4-й степени (24 апреля 1915)
— «за то, что в боях 9-го и 11-го ноября 1914 года взял сильно укрепленные позиции противника на Карпатских перевалах, а затем, начальствуя левою колонною, способствовал окружению и разгрому противника, взяв при этом много пленных и трофеев»;
- Георгиевское оружие (24 февраля 1915)
— «за то, что в бою 26—27 августа 1914 года на фронте Гуменец — Румно, командуя колонной, отбил атаки значительно превосходных сил противника, а 28-го и 29-го августа 1914 года отразил наступление превосходных сил противника на фронте южнее Дорнфельда, управляя все время лично боевым порядком с пунктов, подвергавшихся сильному обстреливанию»;
- орден Святого Владимира 3-й степени (3 февраля 1914); мечи к ордену (20 февраля 1915);
- орден Святого Владимира 4-й степени (11 марта 1912); мечи и бант к ордену (14 мая 1915);
- орден Святой Анны 2-й степени (9 мая 1908); мечи к ордену (9 октября 1916);
- орден Святой Анны 3-й степени (6 мая 1903);
- орден Святого Станислава 1-й степени (6 декабря 1916)
— «за отлично-ревностную службу и особые труды, вызванные обстоятельствами текущей войны»;
- орден Святого Станислава 2-й степени (6 мая 1905).